# Оборотний елемент
Оборотний елемент, також одиниця кільця чи дільник одиниці — будь-який елемент {\displaystyle \mathbf {a} } кільця, для якого існує обернений елемент, тобто є такий елемент {\displaystyle \mathbf {b} }, що {\displaystyle {\mathbf {a} }{\mathbf {b} }={\mathbf {b} }{\mathbf {a} }=1}.
Множина всіх О. е. (одиниць кільця) утворює мультиплікативну групу, яку називають групою одиниць або групою О. е..
Якщо {\displaystyle \mathbf {a} } — дільник одиниці, тоді елементи {\displaystyle {\mathbf {a} }x} і {\displaystyle x{\mathbf {a} }} називаються асоційованими з {\displaystyle x}.
Зазвичай поняття дільника одиниці й асоційованого елемента вживається для областей цілісності.

## Приклади
- В кільці цілих чисел два дільники одиниці: {\displaystyle +1} і {\displaystyle -1}.
- В кільці лишків по модулю m, оборотними елементами є лишки взаємно прості з модулем  m. Вони утворюють мультиплікативну групу кільця лишків.
- В кільці гаусових цілих чисел чотири дільники одиниці: {\displaystyle +1,\ -1,\ i,\ -i}.
- В кільці багаточленів над полем будь-який ненульовий елемент поля коефіцієнтів (як багаточлен нульового степеня) є дільником одиниці.